# أموكلوف (فلم 1994)
أموكلوف (بالألمانية: Amoklauf) هو فيلم رعب تم إنتاجه في ألمانيا وصدر سنة 1994 بطولة بيرجيت ستاين ومارتن ارمنيشت.

## القصة
نادل انطوائي يجد نفسه في مسابقة دموية ومرعبة جدًا.

## وصلات خارجية
- مقالات تستعمل روابط فنية بلا صلة مع ويكي بيانات
- أموكلوف على IMDb